# David Burghley
David George Brownlow Cecil, 6. markiz Exeterja KCMG (znan kot David Burghley ali Lord Burghley), angleški atlet, športni funkcionar in politik, * 9. februar 1905, Stamford, Lincolnshire, Anglija, Združeno kraljestvo, † 22. oktober 1981, Stamford.
Burghley je nastopil na poletnih olimpijskih igrah v letih 1924 v Parizu, 1928 v Amsterdamu in 1932 v Los Angelesu. Leta 1928 je postal olimpijski prvak v teku na 400 m z ovirami, leta 1932 pa olimpijski podprvak v štafeti 4x400 m. Na Igrah Britanskega imperija je leta 1930 v Hamiltonu zmagal na 120 in 400 jardov z ovirami ter v štafeti 4×440 jardov.
40 let je bil predsednik Amaterske atletske zveze, 30 let predsednik Mednarodne amaterske atletske zveze in 48 let član Mednarodnega olimpijskega komiteja. Kot član konservativne stranke je bil med letoma 1931 in 1943 član britanskega parlamenta iz volilnega okrožja Peterborough. 